# Storia dell'agronomia
Per storia dell'agronomia si intende quella branca di studi di  storia della scienza che ha per oggetto il pensiero agronomico.

## Il sorgere dell'agronomia
L'agronomia dell'Occidente ha origine nella Grecia antica e a Roma. La Grecia conobbe un vasto pensiero agronomico, le cui opere furono quasi tutte perdute nei roghi delle biblioteche di Alessandria e di Atene. Hanno rilevanza per l'agronomia, peraltro, diversi testi dedicati alla botanica, in particolare due opere di Teofrasto, Storia delle piante (Περὶ Φυτῶν Ιστορίας) e Cause delle piante (Περὶ Φυτῶν Αἰτιῶν).
Roma ci ha lasciato alcune opere agronomiche capitali: l'ispanico Lucio Giunio Columella è senza dubbio il primo grande agronomo dell'Occidente.
Tra le fondamenta dell'agronomia occidentale si debbono certamente includere le idee agronomiche della Bibbia, il compendio della sapienza religiosa, politica e scientifica di un popolo dell'Oriente la cui cultura, per la propagazione del messaggio cristiano in Occidente, è stata assorbita tra i capisaldi della cultura occidentale.
Scritta da un popolo di contadini e pastori, la Bibbia propone centinaia di riferimenti alle produzioni dei campi che sono stati studiati da molteplici commentatori. 
Emergono altresì autentiche idee di scienza della coltivazione recentemente commentate da uno storico delle conoscenze agronomiche, Antonio Saltini, il quale ha messo in risalto l'importanza, sul piano scientifico, dell'episodio della separazione delle mandrie di Esaù e di Giacobbe causata per l'eccesso di bestiame nei pascoli, che avrebbero rischiato la distruzione.
Questo a prova che nella Bibbia esiste il riconoscimento che la Terra non può sopportare un numero di viventi che ecceda le sue capacità di sostentamento, una verità di cui la scienza sta verificando la cogenza in un Pianeta su cui vivono oltre sei miliardi di uomini, sul quale molte regioni sono già sfruttate al limite oltre il quale lo sfruttamento si converte in distruzione. Altrettanto significativo lo studio, in termini di teoria agronomica, del programma con cui Giuseppe evita la carestia dell'Egitto, un programma che costituisce la prima manifestazione razionale di una politica annonaria nel mondo antico.

## L'agronomia bizantina
In epoca bizantina, ai tempi di Costantino V ci fu un fiorire di opere di raccolte enciclopediche tra le quali Geoponica raccolta  compilatoria del sapere in tema di agronomia, di non grande valore in sé, ma molto significativa per tramandare le conoscenze che in tema di agricoltura avevano tramandato le diverse culture che gravitavano sul mediterraneo.

## L'agronomia nell'era moderna
Il primo trattato di agronomia è quello di Columella.
Nel 1500 in Francia c'è un fiorire di edizioni, merito dello stampatore Charles Estienne e del medico e agronomo Jean Liébault.
Dal Settecento l'agronomia si è configurata come scienza sperimentale, fuori dai canoni della botanica. Nel XVIII secolo l'agricoltura, in Italia fu al centro della riflessione economica. L'interesse per l'agricoltura ebbe delle motivazioni teorico-economiche: si era compreso che per rimediare alla decadenza delle manifatture e dei commerci bisognava dar più rilevanza all'attività agricola, settore da cui partire per muovere tutta l'economia, in modo che fungesse da volano dello sviluppo. 
Con una buona disponibilità di derrate alimentari a basso prezzo, diminuisce infatti anche il costo dei salari, per consentire di avere un risparmio sufficiente e poterle dotare tecnicamente di nuovi strumenti mediante investimenti, così si attuerebbe uno sviluppo cumulativo perché aumenterebbe il reddito e la quota destinata a nuovi investimenti, più produttivi di quello agricolo.
Gli economisti italiani ed europei si occuparono quindi intensamente, nel secolo XVIII, per quest'oggetto. Alcuni si limitarono a studiare problemi secondari o casi particolari, ma altri, avendo una visione d'insieme più larga, erano davvero convinti che lo sviluppo economico fosse guidato dall'agricoltura. Un contributo non secondario fu dato dalla diffusione delle idee dei fisiocrati francesi che, sebbene in Italia non tutte furono accettate quale la libertà del commercio dei grani, riuscirono ad essere largamente percepite.
Nelle province di Terraferma della Repubblica di Venezia del secondo Settecento si formarono, nei centri maggiori, delle accademie agrarie, create ex novo o rifondate da nuclei preesistenti, con il compito di risolvere la crisi agraria i cui versava il vecchio Stato veneto.
Sempre nel Settecento, sotto la spinta dell'Illuminismo, nacque in Italia l'Accademia dei Georgofili.
L'agronomia entra nella scienza moderna nel 1840 quando Justus Liebig con la propria opera, ne fa una scienza connessa alla chimica e alla fisiologia vegetale.